# TextielFabriek Bocholt

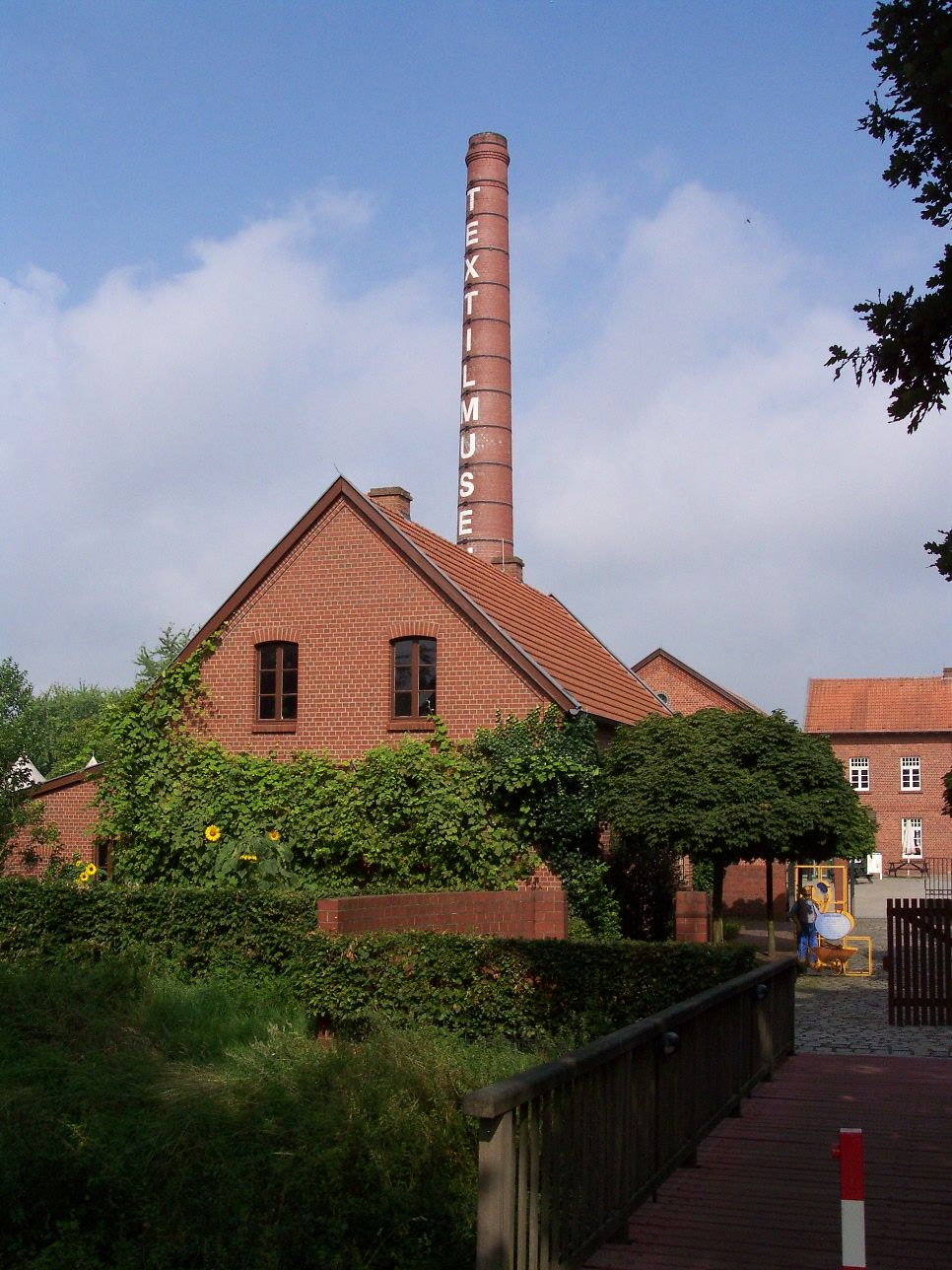

De TextielFabriek Bocholt ((de) TextilWerk Bocholt) is een museum dat gewijd is aan de geschiedenis van de textielindustrie in de Duitse plaats Bocholt. Het textielmuseum maakt deel uit van een keten van acht musea in de deelstaat Noordrijn-Westfalen.

## LWL Industriemuseum
In Noordrijn-Westfalen is in 1979 door het Landschaftsverband Westfalen-Lippe (LWL) een verbond opgericht van musea over de industriële geschiedenis met vestigingen op acht verschillende plaatsen.
De vestigingen van het museum zijn:
- de Zeche Zollern in Dortmund, een kolenmijn;
- de Zeche Hannover in Bochum;
- de Zeche Nachtigall in Witten;
- de scheepslift Henrichenburg in Waltrop;
- de hoogoven Henrichs in Hattingen;
- de steenfabriek in Lage;
- de glasfabriek Gernheim in Petershagen en
- de TextielFabriek Bocholt.

## Textiel in Bocholt
Al vanaf de zestiende eeuw was Bocholt een belangrijk centrum van textielnijverheid. De verwerking van katoen werd in de negentiende eeuw op industriële schaal aangepakt en tijdens de hoogtijdagen werkten in Bocholt 10.000 personen in de textielindustrie. Aanvankelijk herstelde de textielindustrie zich na de Tweede Wereldoorlog. In de tweede helft van de jaren vijftig van de twintigste eeuw werkten in Noordrijn-Westfalen nog meer dan 200.000 personen in de textiel. Het jaar 1958 was voor de ontwikkeling van de West-Duitse textielindustrie een keerpunt. In enkele jaren tijds werden 50.000 werknemers ontslagen. Daarna zette de daling door. In 1976 was het aantal werknemers in de textielsector van Noordrijn-Westfalen gedaald tot 100.000.
In de jaren zeventig en tachtig van de twintigste eeuw rolde de saneringsgolf door. Tussen 1970 en 1980 gingen in Bocholt 40% van de arbeidsplaatsen verloren, terwijl tegelijkertijd de arbeidsproductiviteit (de productie per uur) met bijna 100% steeg.

## Textielmuseum

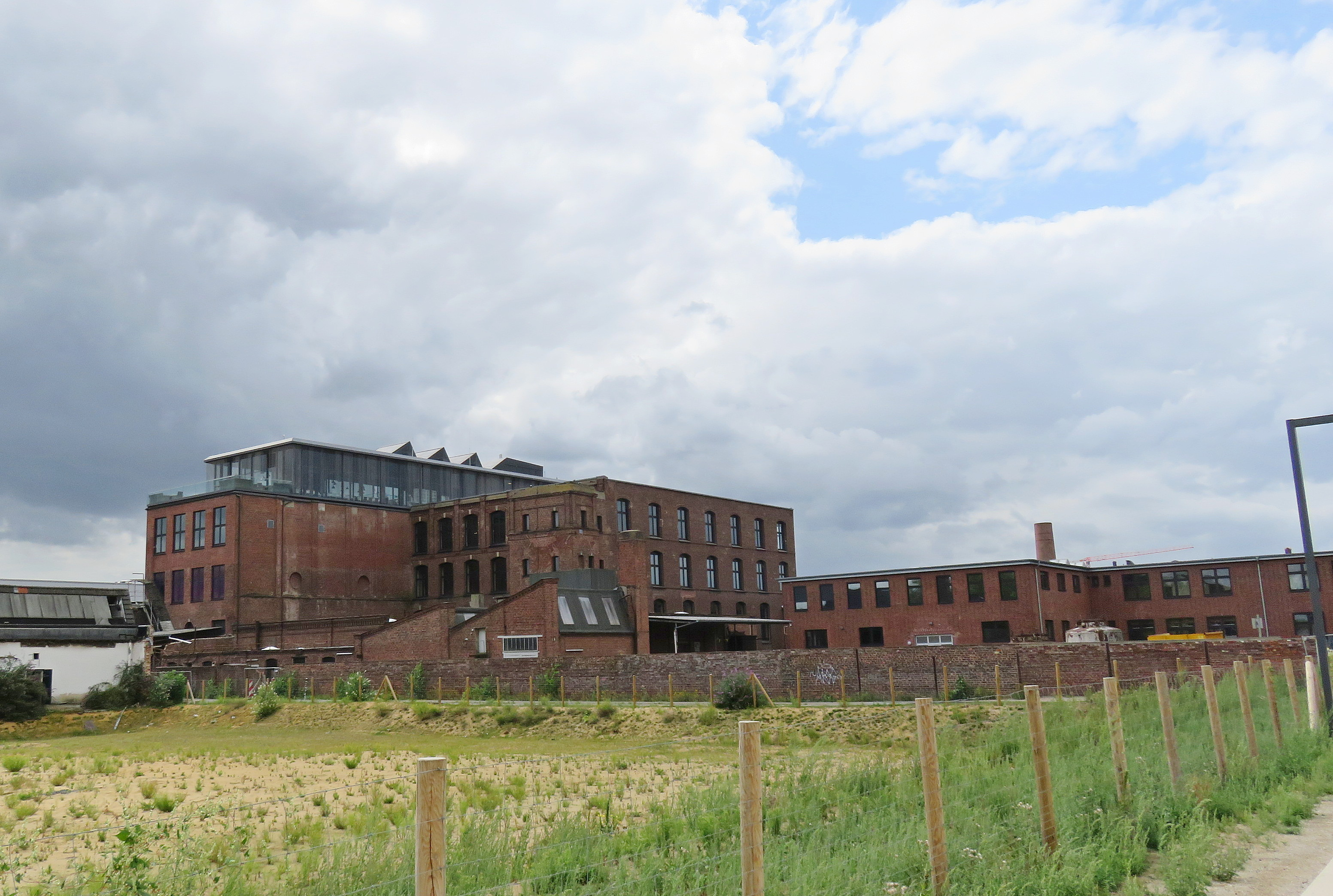
De voormalige spinnerij Herding, waar nu het Spinnerijmuseum is gevestigd

Toen in 1984 het Landschaftsverband Westfalen-Lippe (LWL) besloot om in Bocholt een textielmuseum in te richten, was er nog geen (leegstaande) historische fabriek beschikbaar. Daarom werd besloten om een oude fabriek na te bouwen. Op de noordoever van de Bocholter Aa werd een complete weverij ingericht in een gebouw met een sheddak, compleet met een ketelhuis, een machinekamer, een werkplaats en een kantoor. Het museum was gereed in 1989.
In 2011 werd het museum aanzienlijk uitgebreid. Op de andere oever was inmiddels de voormalige spinnerij Herding beschikbaar gekomen. Een fabriek van vier verdiepingen die gebouwd was in 1907, naar een ontwerp van de Zwitserse architecten Sequin en Knobel. Weverij en spinnerij vormen sinds die tijd samen de TextielFabriek Bocholt. De twee delen zijn verbonden door een moderne brug over de Aa.

## Collecties

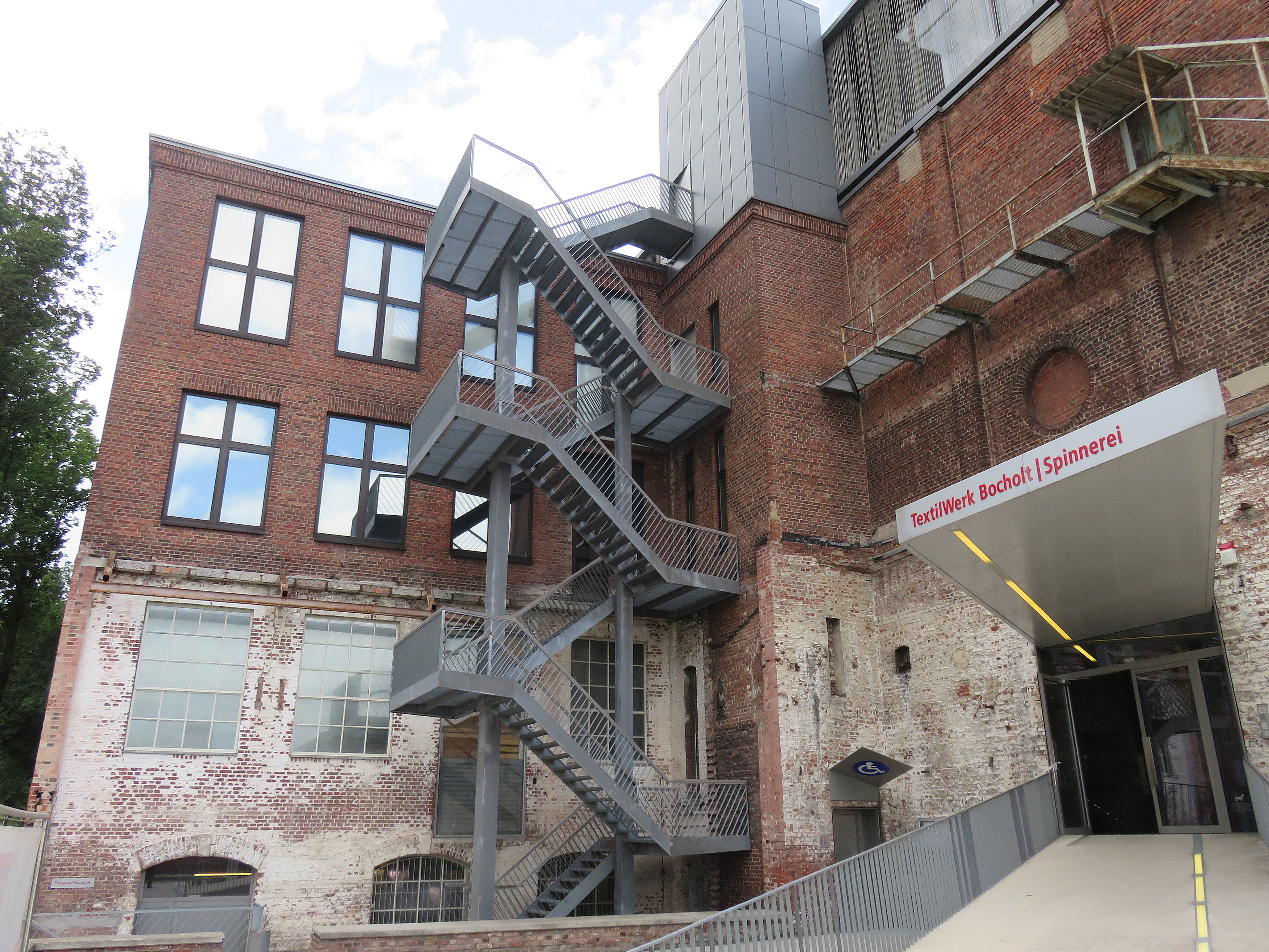
De entree van de Spinnerij, deel van het TextilMuseum Bocholt

In de spinnerij bevindt zich op de begane grond de expositie "Parcours de la Mode". In een 23 meter lange vitrine wordt de ontwikkeling van de kledingmode in de voorbije jaren getoond. Het oudste stuk stamt uit 1885. Veel nieuwere stukken worden regelmatig gewisseld, om op die manier de veranderingen in de mode weer te geven.
Op de eerste verdieping is de tentoonstelling "Die Macher und die Spinnerei" ingericht. Daarin wordt een beeld geschetst van leven en werk van de textielondernemers.
Op de tweede verdieping bevindt zich een grote collectie spinmachines. Het TextielMuseum Bocholt bezit de grootste collectie textielmachines van Europa. Een aantal daarvan is gerestaureerd en wordt getoond. Ze dateren uit de periode van 1910 tot 1986. Sommige van de machines zijn bijna 20 meter lang. Regelmatig worden de machines getoond terwijl ze in werking zijn. 
Op de begane grond van de spinnerij worden wisseltentoonstellingen gepresenteerd, die met textiel en mode te maken hebben.

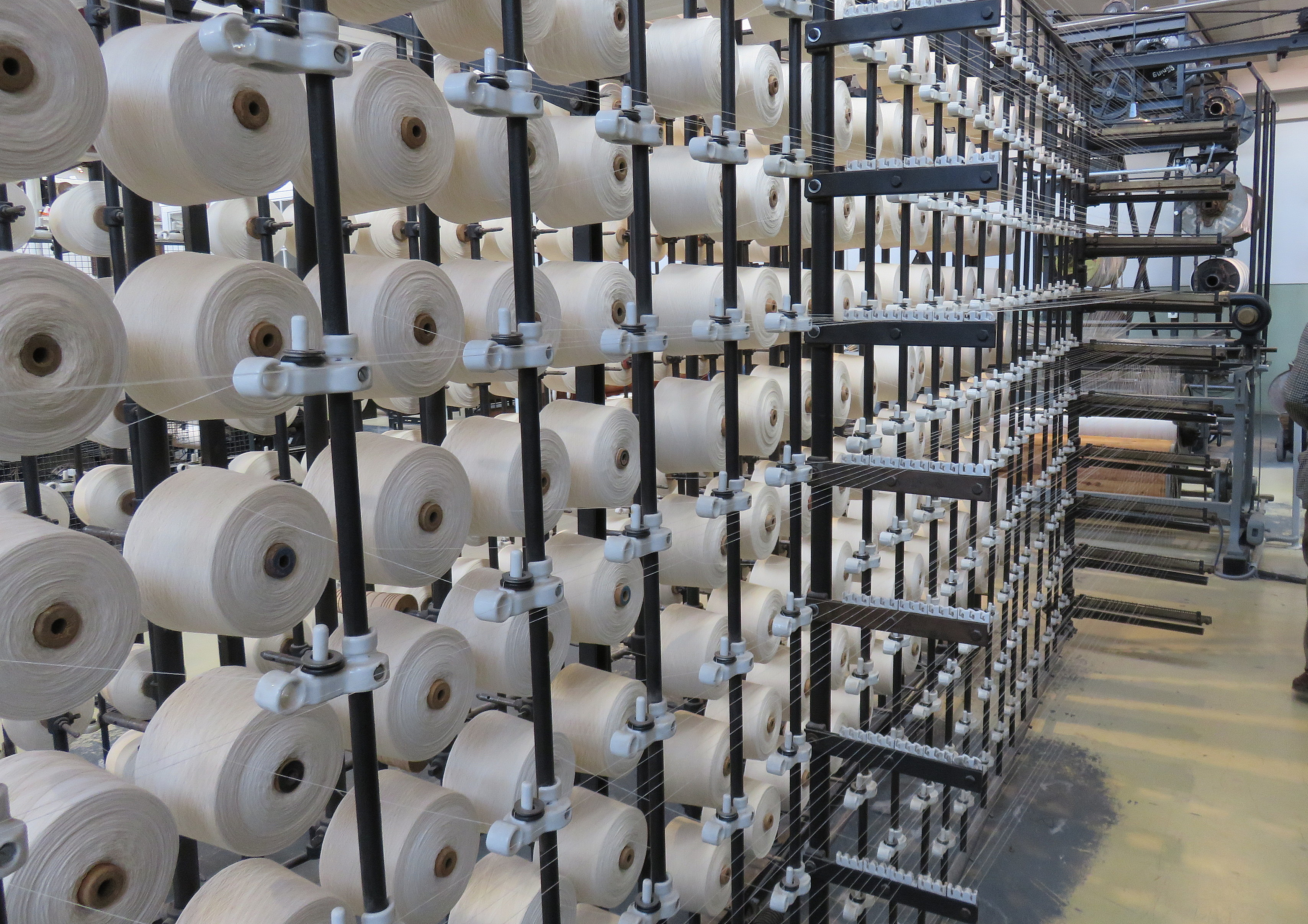
Deel van een weefmachine

In de weverij bevindt zich de grote hal met weefmachines. Verschillende hiervan zijn regelmatig werkend te zien. 
In de foyer van de weverij zijn objecten uit de collectie handweefgetouwen te zien. 
In het ketelhuis wordt getoond hoe stoom wordt opgewekt om de machines in de fabriek aan te drijven. 
In de machinekamer wordt een liggende en een staande stoommachine getoond. 
Op het buitenterrein van de weverij bevindt zich een stuk industriespoor met verschillende wagons en een draaischijf en enkele arbeiderswoningen, compleet met tuintjes. 
Alle tentoonstellingen in het TextielMuseum Bocholt zijn helemaal van tweetalige informatie voorzien (Duits en Nederlands). 